# 亚历山大·贝林森
亚历山大·A·贝林森（英語：Alexander A. Beilinson，1957年—），芝加哥大学大卫和玛丽·温顿·格林大学数学教授。研究领域包括表示论、代数几何和数学物理。1999年，贝林森获得与赫尔穆特·霍弗共同获得奥斯特罗夫斯基奖，2017年入选美国国家科学院，2020年与大卫·卡日丹共同获邵逸夫奖。